# Anoplistes agababiani
Anoplistes agababiani är en skalbaggsart som först beskrevs av Aleksandr Sergeievich Danilevsky 2000.  Anoplistes agababiani ingår i släktet Anoplistes och familjen långhorningar. Inga underarter finns listade i Catalogue of Life.